# HD 147506
HD 147506은 허큘리스자리에 있는, 지구에서 약 440광년 떨어진 거리에 있는 황백색 왜성이다. 겉보기 등급은 8.7이다. 나이는 약 20 ~ 30억 살 정도로 추측된다.

## 행성계
HAT-P-2b은 HD 147506 주위를 돌고 있으며, 지금까지 발견된 어머니 항성 일면통과 현상을 보이는 외계행성들 중 가장 질량이 크다. 질량은 목성의 9.04배, 예상표면온도는 900켈빈 정도이고, 공전 주기는 5.6일이다. 질량 때문에 이 행성의 표면에서 느끼는 중력은 지구의 25배에 이른다. 공전궤도 이심률은 매우 커서 0.5이다. HAT-P-2b보다 바깥을 돌고 있는 미지의 천체가 이 행성과 궤도공명 상태에 있는 것으로 보인다.
HAT-P-2b는 HATNet 프로젝트에 의해 발견되었고 프로젝트에 참가한 과학자들은 이 행성의 지름이 목성보다 10 ~ 20퍼센트 더 크다고 생각했다. 이 행성의 발견은 행성 구조의 기존 이론에 추가적인 지식을 덧붙여 주었다는 점에서 중요하다.
- 이름: HD 147506 b
- 질량: 9.04 (± 0.50) MJ
- 궤도장반경: 0.0685 AU
- 공전주기: 5.63341 (± 0.00013) 일
- 이심률: 0.520 (± 0.010)
- 반지름: 0.982 (+0.038-0.105) RJ
- 궤도경사각: 90 (± 0.8) 도

## 같이 보기
- 외계 행성이 확인된 항성 목록

## 참고 문헌
1. ↑  Extrasolar Planet Encyclopaedia
2. ↑  Alan MacRobert, “New Worlds roundup,” Sky and Telescope, August 2007, pg 15.
3. ↑  Systemic Planetary Simulation